# 塊魂
《塊魂》是南夢宮（現為万代南梦宫娱乐）於2004年3月18日發行的PlayStation 2動作遊戲，也是其系列作品的名稱。
除了於2012年11月21日在PlayStation 3上作為PS2 Archives發行外，2018年12月，本作品的复刻版《塊魂 安可》在任天堂Switch和Steam上發行，同時在PlayStation 4和Xbox One上於2020年11月19日發行。

## 獲獎
- 第7回CESA GAME AWARDS FUTURE（2003年10月）
  - 優秀賞[1]
- 第8回Interactive Achievement Awards（2005年2月）
  - 革新的な家庭用ゲーム賞 (Outstanding Innovation in Console Gaming)
  - ゲームデザイン賞 (Outstanding Achievement in Game Design)
- Game Developers Choice Awards（2005年3月）
  - ゲームデザイン賞 (Game Design)
  - イノベーション賞 (Innovation)
- 第8回CESA GAME AWARDS（2004年10月）
  - 優秀賞
- All-TIME 100 Video Games

美國時代雜誌於2012年11月15日發表的史上最偉大電子遊戲100選。